# Hypsicera intermedia
Hypsicera intermedia là một loài tò vò trong họ Ichneumonidae.